# Vani (municipalité)
Pour les articles homonymes, voir Vani (homonymie).
 (janvier 2018).
Si vous disposez d'ouvrages ou d'articles de référence ou si vous connaissez des sites web de qualité traitant du thème abordé ici, merci de compléter l'article en donnant les références utiles à sa vérifiabilité et en les liant à la section « Notes et références ».
La municipalité de Vani (en géorgien : ვანის მუნიციპალიტეტი, phonétiquement vanis mounitsipalitéti) est un district de la région d'Iméréthie en Géorgie, dont la ville principale est Vani. En 2014, il comptait 24 512 habitants. Ce district ne possède qu'une seule ville, le reste est composé de 42 villages de moins de 3 000 habitants.

## Liste des subidivisions
| Subdivision          | Nom géorgien        | Statut de la communauté |
| -------------------- | ------------------- | ----------------------- |
| Amaghleba            | ამაღლება            | Village                 |
| Baboti               | ბაბოთი              | Village                 |
| Baguineti            | ბაგინეთი            | Village                 |
| Choua Gora           | შუა გორა            | Village                 |
| Chouamta             | შუამთა              | Village                 |
| Dikhachkho           | დიხაშხო             | Village                 |
| Doutskhouni          | დუცხუნი             | Village                 |
| Dzouloukhi           | ძულუხი              | Village                 |
| Gadidi               | გადიდი              | Village                 |
| Imeroukhouti         | იმერუხუთი           | Village                 |
| Inachaouri           | ინაშაური            | Village                 |
| Isriti               | ისრითი              | Village                 |
| Kouchoubaouri        | კუშუბაური           | Village                 |
| Kveda Bzvani         | ქვედა ბზვანი        | Village                 |
| Kveda Gora           | ქვედა გორა          | Village                 |
| Kveda Moukedi        | ქვედა მუქედი        | Village                 |
| Kveda Tsikhesoulori  | ქვედა ციხესულორი    | Village                 |
| Maïsaouri            | მაისაური            | Village                 |
| Mikeleponi           | მიქელეფონი          | Village                 |
| Mtsidziri            | მთისძირი            | Village                 |
| Ondjokheti           | ონჯოხეთი            | Village                 |
| Oukhouti             | უხუთი               | Village                 |
| Pereti               | ფერეთი              | Village                 |
| Qoumouri             | ყუმური              | Village                 |
| Romaneti             | რომანეთი            | Village                 |
| Salkhino             | სალხინო             | Village                 |
| Salominao            | სალომინაო           | Village                 |
| Saprassia            | საპრასია            | Village                 |
| Soulori              | სულორი              | Village                 |
| Tchagan-Tchqvichi    | ჭაგან-ჭყვიში        | Village                 |
| Tchqvichi            | ჭყვიში              | Village                 |
| Tobanieri            | ტობანიერი           | Village                 |
| Tqelvani             | ტყელვანი            | Village                 |
| Tsikhisoubani        | ციხისუბანი          | Village                 |
| Vani                 | ვანი                | Ville                   |
| Zeda Bzvani          | ზედა ბზვანი         | Village                 |
| Zeda Etser-Tobanieri | ზედა ეწერ-ტობანიერი | Village                 |
| Zeda Gora            | ზედა გორა           | Village                 |
| Zeda Moukedi         | ზედა მუქედი         | Village                 |
| Zeda Vani            | ზედა ვანი           | Village                 |
| Zeïndari             | ზეინდარი            | Village                 |
| Zenobani             | ზენობანი            | Village                 |